# 禺彊
禺彊（ぐうきょう。禺強、禺京とも）は、中国神話における北の海と風の神で、黄帝の子孫とされている。「山海経」には鳥の体、人間の顔を持ち、二本の足に一匹ずつ蛇が乗っていると記されている。